# 七十三角形

正七十三角形

七十三角形（ななじゅうさんかくけい、ななじゅうさんかっけい、heptacontatrigon）は、多角形の一つで、73本の辺と73個の頂点を持つ図形である。内角の和は12780°、対角線の本数は2555本である。

## 正七十三角形
正七十三角形においては、中心角と外角は4.931…°で、内角は175.068…°となる。一辺の長さが a の正七十三角形の面積 S は
{\displaystyle S={\frac {73}{4}}a^{2}\cot {\frac {\pi }{73}}\simeq 423.80651a^{2}}

### 正七十三角形の作図
正七十三角形は定規とコンパスによる作図が不可能な図形である。
正七十三角形は折紙により作図可能である。